# Robert Galbraith (logicien)
Ne doit pas être confondu avec Robert Galbraith, pseudonyme pris par J. K. Rowling
Pour les articles homonymes, voir Robert Galbraith et Galbraith.
Robert Galbraith (aussi orthographié Caubraith) est un logicien écossais, né en 1483, mort à Édimbourg le 27 janvier 1544. Il est l'auteur du Quadrupertitum in oppositiones, conversiones, hypotheticas et modales.

## Galbraith dialecticien
Membre des cercles de John Mair, Robert Galbraith encourage son maître à publier son traité de Logique vers 1506 et publie son ouvrage propre quelques années plus tard. Cet ouvrage en quatre parties sur les oppositions, les conversions et les propositions hypothétiques et modales, publié à Paris par Josse Bade en 1510, est réédité en 1516. 
Galbraith affirme y avoir résolu tous les problèmes de dialectique. Un autre livre de lui,  le Liber Caubraith, de nature juridique, n'a pas survécu, semble-t-il.
Professeur de droit romain au collège de Coqueret à Paris, Galbraith est également un poète. Il est mentionné dans la liste des poètes dans le « Testament de Lindsay par David ». parmi ses relations, on peut mentionner Gavin Douglas et John Bellenden.
Sénateur du Collège de la Justice à Édimbourg, il plaide en faveur de Margaret Tudor. Trésorier de la Chapelle Royale de Stirling, il y prend la succession de John Mair.
Il meurt assassiné le 27 janvier 1544 dans le cimetière de Greyfriar's Kirkyard d'Édimbourg.

## LeQuadrupertitum
Le livre  recouvre la plupart des concepts des manuels logiques du Moyen Âge tardif. On peut y déceler des erreurs. Par exemple, Galbraith y affirme que la proposition "tout A est B" suppose que "A' est non vide. Lors de l'étude de propositions  du type "Quelques [éléments de] A ne sont pas [dans] B", Galbraith touche à ses propres contradictions mais introduit un empêchement de la négation dans le cas où aucun objet de type A n'existe. En dépit de cela, le livre  rembourse l'attention qu'on y porte et offre une superbe présentation de l'état de la logique au début du XVIe siècle. Il est à regretter qu'il n'y ait pas d'édition moderne du Quadrupertitum[non neutre].

### Sources
- The Edinburgh History of Scottish Literature, volume 1: From Columba to the Union (until 1707), Edinburgh University Press, 2007, p. 228-229.
- Quadrupertitum in oppositiones, conversiones, hypotheticas et modales, Paris, 1510.
- Notice du catalogue général de la BnF.